# Tournoi Park Drive 600 de snooker 1971
Le tournoi Park Drive 600 de snooker 1971 est un tournoi de snooker professionnel sur invitation comptant pour la saison 1970-1971. L'épreuve a eu lieu les 28 et 29 avril 1971 au St Phillips Social Club de Sheffield, en Angleterre.

## Déroulement
Six joueurs se sont affrontés. Les matchs du premier tour ainsi que les demi-finales se sont disputés au cumul de points sur trois manches. John Pulman a ainsi battu de 10 points Jackie Rea après avoir empoché les trois dernières billes de couleur et Rex Williams a éliminé Fred Davis 184 à 165 en empochant le dernière bille rose. Le Gallois Ray Reardon s'est imposé en finale 4 manches à 0 face à l'Anglais John Spencer en réalisant notamment un break de 129 points.

## Dotation
Une dotation de 600 livres a été attribuée au vainqueur. Un prix supplémentaire de une livre par point a également été donné au joueur ayant réalisé le meilleur break. Ce tournoi a été retransmis sur ITV Yorkshire.

## Tableau
|  | 1er tour cumul de points sur 3 manches | 1er tour cumul de points sur 3 manches |             |     | Demi-finales cumul de points sur 3 manches | Demi-finales cumul de points sur 3 manches |  |  | Finale au meilleur des 7 manches | Finale au meilleur des 7 manches |
|  | 1er tour cumul de points sur 3 manches | 1er tour cumul de points sur 3 manches |             |     | Demi-finales cumul de points sur 3 manches | Demi-finales cumul de points sur 3 manches |  |  | Finale au meilleur des 7 manches | Finale au meilleur des 7 manches |
|  |                                        |                                        |             |     |                                            |                                            |  |  |                                  |                                  |
|  |                                        |                                        |             |     |                                            |                                            |  |  |                                  |                                  |
|  |                                        |                                        |             |     |                                            |                                            |  |  |                                  |                                  |
|  | John Spencer                           | 228                                    |             |     |                                            |                                            |  |  |                                  |                                  |
|  | John Spencer                           | 228                                    | John Pulman | 180 |                                            |                                            |  |  |                                  |                                  |
|  | John Pulman                            | 134                                    | John Pulman | 180 |                                            |                                            |  |  |                                  |                                  |
|  | John Pulman                            | 134                                    | Jackie Rea  | 170 |                                            |                                            |  |  |                                  |                                  |
|  |                                        |                                        | Jackie Rea  | 170 | John Spencer                               | 0                                          |  |  |                                  |                                  |
|  |                                        |                                        |             |     | John Spencer                               | 0                                          |  |  |                                  |                                  |
|  |                                        | Ray Reardon                            | 4           |     |                                            |                                            |  |  |                                  |                                  |
|  | Rex Williams                           | Ray Reardon                            | 4           | 184 |                                            |                                            |  |  |                                  |                                  |
|  | Rex Williams                           | Rex Williams                           | 173         | 184 |                                            |                                            |  |  |                                  |                                  |
|  | Fred Davis                             | Rex Williams                           | 173         | 165 |                                            |                                            |  |  |                                  |                                  |
|  | Fred Davis                             | Ray Reardon                            | 182         | 165 |                                            |                                            |  |  |                                  |                                  |
|  |                                        | Ray Reardon                            | 182         |     |                                            |                                            |  |  |                                  |                                  |